# Przekładaniec (Olsztyn)

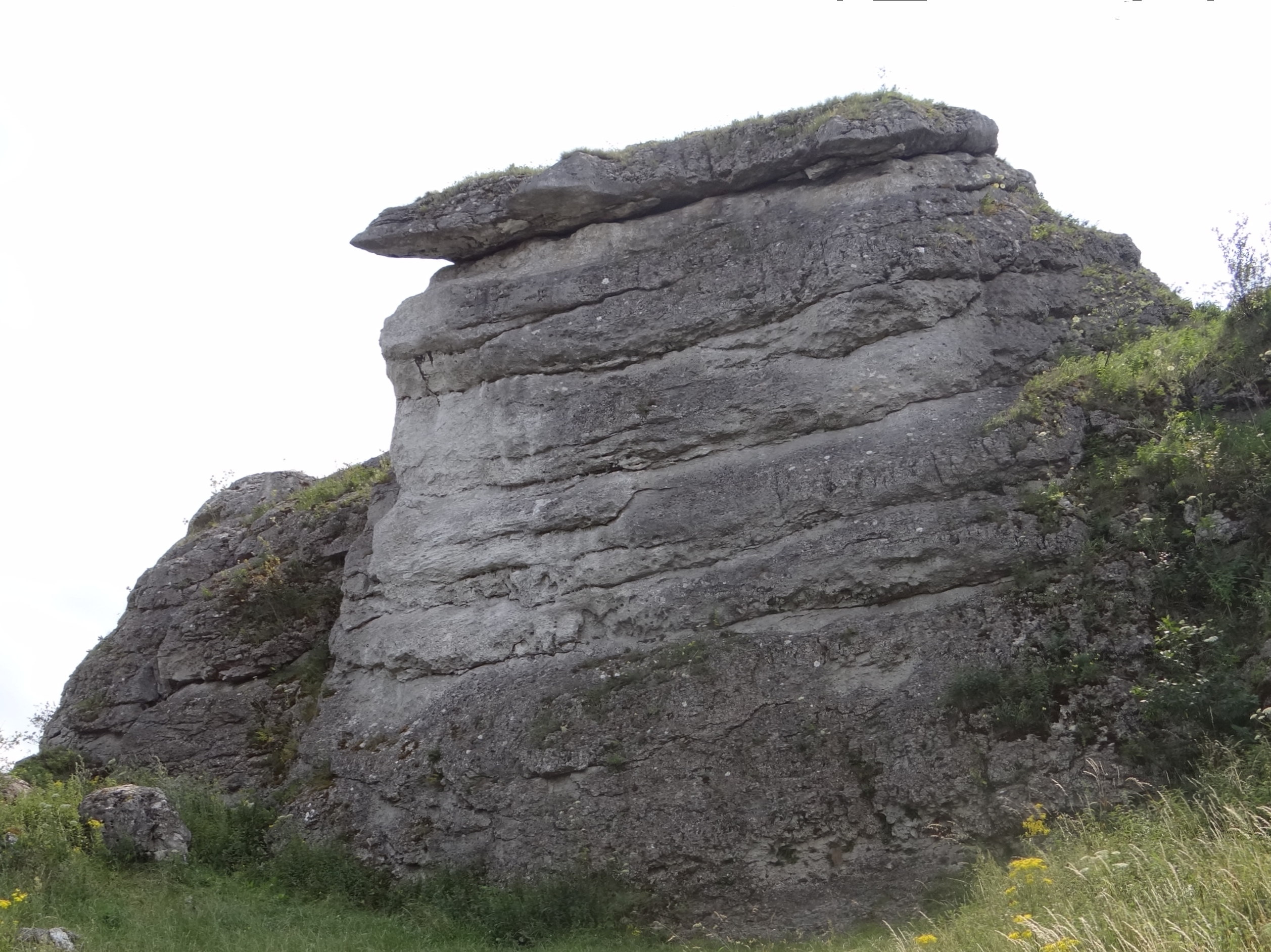

Przekładaniec – skała w ruinach Zamku w Olsztynie w miejscowości Olsztyn w województwie śląskim, w powiecie częstochowskim, w gminie Olsztyn. Jest to najbardziej na południe położona skałka w grupie trzech blisko siebie stojących skał. W kolejności od północy na południe są to: Filar Adeptów, Żółty Filar i Przekładaniec. Pod względem geograficznym znajdują się w makroregionie Wyżyny Częstochowskiej.
Wapienna skała znajduje się na terenie otwartym, na szczycie wzgórza zamkowego. Wspólnota gruntowa będąca właścicielem zamku zezwoliła uprawiać na niej wspinaczkę skalną. Skała ma wysokość 10 metrów i pionowe lub połogie ściany. Wspinacze skalni zaliczają ją do sektora Skał przy Zamku. Poprowadzili na niej 5  dróg wspinaczkowych o trudności od V do VI.2 w skali Kurtyki. Drogi mają zamontowane stałe punkty asekuracyjne: ringi (r) i stanowiska zjazdowe (st).
1. Ignorancja bólu; VI.1+, 5r +st
2. Konsekwencja; VI.2, 4r + st
3. Środek; VI+, 4r + st
4. Droga przez maskę; VI, 4r + st
5. Filar maski; V, 4r + st[1].